# Boris Dvornik
Boris Dvornik (Spalato, 16 aprile 1939 – Spalato, 24 marzo 2008) è stato un attore croato.

## Biografia
Boris Dvornik è nato a Spalato in una famiglia di carpentieri. Le sue doti attoriali le scoprì fin dall'infanzia partecipando alle recite. 
In seguito ad una formazione da elettricista iniziò la carriera attoriale da professionista. Concluse la scuola superiore da attore a Novi Sad e l'accademia teatrale al conservatorio di Zagabria.
Nel 1960 debuttò nel film il Nono cerchio di France Štiglic. Il film gli diede molta popolarità, la quale accrebbe ulteriormente con i film Martin nelle nuvole (1961) e Superfluo (1962) di Branko Bauer.
Queste interpretazioni lo consacrarono come una delle grandi stelle dell'ex Jugoslavia.
Fino alla metà degli anni '60 partecipò a commedie. Dal 1966 iniziò, con grande successo, ad apparire in film sulla Resistenza e la Liberazione come Most (1969) e Kad čuješ zvona (Antun Vrdoljak 1969) per le quali interpretazioni fu premiato con "l'Arena d'Oro" al Festival del cinema di Pola. 
Per l'interpretazione in U gori raste zelen bor (Antun Vrdoljak 1971) fu premiato con "l'Arena d'Argento" sempre al Festival del cinema di Pola.
L'apice del successo lo raggiunse grazie alle opere di Miljenko Smoje con il ruolo di "Roko Prč" in Naše malo misto e come barbiere in Velo misto. Raggiunta la definitiva consacrazione continuò principalmente a recitare nel Teatro nazionale croato di Spalato.
Con la moglie Dijana Dvornik ebbe due figli, Dean e Dino.
Morì il 24 marzo 2008 nella sua abitazione a Spalato causa infarto.

## Filmografia
- Nono cerchio nel ruolo di Ivo Vojnović (1960)
- Letovi koji se pamte nel ruolo del dottore (1967)
- Inchiodate l'armata sul ponte (Most in lingua originale) (1969)
- La battaglia della Neretva nel ruolo di Stipe (1969)
- Naše malo misto nel ruolo di Roko Prč (1970-1971)
- Obraz uz obraz nel ruolo di Boris (1973)
- Ča smo na ovom svitu (1973)
- Kapelski kresovi  nel ruolo di spazzacamino (1974)
- Čovik i po nel ruolo di Vice (1974)
- Užička republika (1976)
- Velo misto nel ruolo di barbiere (1980-1981)
- Kiklop nel ruolo di maggiore dell'esercito jugoslavo (1983)
- Putovanje u Vučjak nel ruolo di Đula Boroš (1986)
- Bolji život nel ruolo di Lujo Lukšić (1987-1991)
- Viza za budućnost nel ruolo di Vinko Uskok (2002-2004)
- Ponos Ratkajevih nel ruolo di Branko Lorger (2008)